# شینتارو ایکدا
شینتارو ایکدا (انگلیسی: Shintaro Ikeda؛ زادهٔ ۲۷ دسامبر ۱۹۸۰) بدمینتون‌باز اهل ژاپن است.